# Salto de esqui nos Jogos Olímpicos de Inverno de 2006 - Pista longa por equipes
A competição por equipes em pista longa do salto de esqui nos Jogos Olímpicos de Inverno de 2006 foi disputado no dia 20 de fevereiro.

## Medalhistas
|  | AUT Áustria                                                    |  | FIN Finlândia                                          |  | NOR Noruega                                                        |
|  | Andreas Widholzl Andreas Kofler Martin Koch Thomas Morgenstern |  | Tami Kiuru Janne Happonen Janne Ahonen Matti Hautamäki |  | Lars Bystøl Bjørn Einar Romøren Tommy Ingebrigtsen Roar Ljøkelsøey |

## Resultados
| Pos. | Equipes                                                                      | 1º Salto                | 2º Salto                | Total                         |
| ---- | ---------------------------------------------------------------------------- | ----------------------- | ----------------------- | ----------------------------- |
|      | Áustria Andreas Widholzl Andreas Kofler Martin Koch Thomas Morgenstern       | 107.1 133.8 106.6 125.1 | 122.7 126.0 120.3 142.4 | 984.0 229.8 259.8 226.9 267.5 |
|      | Finlândia Tami Kiuru Janne Happonen Janne Ahonen Matti Hautamäki             | 113.6 109.5 122.2 121.9 | 127.2 112.2 129.6 140.4 | 976.6 240.8 221.7 251.8 262.3 |
|      | Noruega Lars Bystøl Bjørn Einar Romøren Tommy Ingebrigtsen Roar Ljøkelsøey   | 117.3 114.6 97.2 123.3  | 136.9 116.3 97.2 147.3  | 950.1 254.2 230.9 194.4 270.6 |
| 4    | Alemanha Michael Neumayer Martin Schmitt Michael Uhrmann Georg Späth         | 113.8 116.4 105.4 110.4 | 118.0 100.9 125.0 132.7 | 922.6 231.8 217.3 230.4 243.1 |
| 5    | Polônia Stefan Hula Kamil Stoch Robert Mateja Adam Małysz                    | 99.9 108.1 116.3 120.9  | 101.2 112.6 110.8 124.6 | 894.4 201.1 220.7 227.1 245.5 |
| 6    | Japão Daiki Ito Tsuyoshi Ichinohe Noriaki Kasai Takanobu Okabe               | 106.2 104.3 110.5 105.8 | 107.2 103.1 126.4 129.6 | 893.1 213.4 207.4 236.9 235.4 |
| 7    | Suíça Michael Möllinger Simon Ammann Guido Landert Andreas Küttel            | 107.2 108.5 95.7 112.8  | 108.7 107.6 108.6 137.8 | 886.9 215.9 216.1 204.3 250.6 |
| 8    | Rússia Denis Kornilov Dimitri Ipatov Dimitri Vassiliev Ildar Fatchullin      | 106.7 105.3 114.0 99.0  | 97.5 109.9 126.3 98.1   | 856.8 204.2 215.2 240.3 197.1 |
| 9    | República Checa Jan Matura Ondřej Vaculík Borek Sedlák Jakub Janda           | 110.8 79.6 99.0 107.6   | DNA                     | 397.0 110.8 79.6 99.0 107.6   |
| 10   | Eslovênia Rok Benkovič Robert Kranjec Primož Peterka Jernej Damjan           | 95.3 74.4 108.5 112.2   | DNA                     | 390.4 95.3 74.4 108.5 112.2   |
| 11   | Itália Andrea Morassi Sebastian Colloredo Alessio Bolognani Davide Bresadola | 80.1 105.3 70.7 72.3    | DNA                     | 328.4 80.1 105.3 70.7 72.3    |
| 12   | Cazaquistão Nikolay Karpenko Radik Zhaparov Alexey Korolev Ivan Karaulov     | 84.8 85.7 69.7 82.0     | DNA                     | 322.2 84.8 85.7 69.7 82.0     |
| 13   | Coreia do Sul Yong Jik Choi Heung Chul Choi Hyun-Ki Kim Chil Gu Kang         | 79.0 69.8 89.8 82.9     | DNA                     | 224.9 79.0 69.8 89.8 82.9     |
| 14   | Estados Unidos Tommy Schwall Anders Johnson Clint Jones Alan Alborn          | 60.7 50.3 82.2 93.6     | DNA                     | 286.8 60.7 50.3 82.2 93.6     |
| 15   | Canadá Gregory Baxter Stefan Read Graeme Gorham Michael Nell                 | 71.2 82.0 60.2 63.4     | DNA                     | 276.8 71.2 82.0 60.2 63.4     |
| 16   | China Yang Li Guang Yang Jianxun Wang Zhandong Tian                          | 72.0 32.5 50.1 51.5     | DNA                     | 206.1 72.0 32.5 50.1 51.5     |

- DNA: Equipes que não passaram para final.